# 164. pehotni polk (Italija)
164. pehotni polk Lucca (izvirno italijansko 164º Reggimento fanteria) je bil pehotni polk Kraljeve italijanske kopenske vojske.

## Zgodovina
Med prvo svetovno vojno je bil polk nastanjen na soški fronti.